# 几内亚比绍—葡萄牙关系
几内亚比绍－葡萄牙关系指的是几内亚比绍和葡萄牙之间的双边关系，目前两国均属于葡萄牙语国家共同体和联合国的成员国。

## 历史
早在1446年，就已经有葡萄牙水手到达了今天几内亚比绍所在的位置以寻求黄金。在葡属几内亚建立之前，这块土地曾一度隶属于葡属佛得角。葡属几内亚在大西洋奴隶贸易中一直都扮演者重要的角色，尤其是关于巴西和非洲之间的奴隶贸易。1879年，几内亚比绍成为了葡萄牙帝国治下的一个独立殖民地。
1956年，阿米尔卡·卡布拉尔建立了几内亚和佛得角非洲独立党，以寻求民族独立。1963年，几内亚比绍爆发独立战争，一直持续到1974年康乃馨革命，之后葡萄牙新政府于1974年9月10日允许几内亚比绍独立，战争遂宣告结束。